# Yamparáez (gemeente)
Yamparáez is een gemeente (municipio) in de Boliviaanse provincie Yamparáez in het departement Chuquisaca. De gemeente telt naar schatting 10.791 inwoners (2018). De hoofdplaats is Yamparáez.

## Indeling
- Cantón Sotomayor - 1.996 inwoners (2001)
- Cantón Yamparáez - 8.017 inw